# Kyssen (målning av Hayez)
Kyssen (italienska: Il bacio) är en målning från 1859 av den italienske konstnären Francesco Hayez. Den föreställer ett medeltida par som förenas i en kyss.
Målningen gjordes kort efter andra italienska frihetskriget, då Italien hade vunnit självständighet från Kejsardömet Österrike. Mannens kläder har den italienska flaggans färger, och kvinnans den franska, en anspelning på Italiens och Frankrikes allians under kriget.
Hayez gjorde två versioner av målningen. Den finns utställd på Pinacoteca di Brera i Milano.